# Темерницьке городище
Темерницьке городище, також Усть-Темерницьке городище - залишки античного поселення, яке існувало колись на території тієї самої місцевості, яку зараз займає Ростов-на-Дону.
Городище було цінним з археологічного погляду, проте його зруйнували у зв’язку з будівництвом Владикавказької залізниці. В наш час цей археологічний об’єкт забудований і практично втрачений. В 1908 році дослідження цієї території проводив історик М.Б. Краснянський. Темерницьке городище було засноване в той же час, що і Кізитиринське та Ростовське городища. 

## Історія
Креслення, які були зроблені в 1768 році, вказують на те, що городище було поділено на 4 частини. В 1749 році Темерницьке городище почали руйнувати через заснування митниці, яка була перенесена на річку Темерник з Черкаська. Митниця розташувалась на тому місці, де раніше було городище.

## Розташування
Археологи та історики мають кілька версій розташування Темерницького городища. Згідно однієї з них, територія городища розташовувалась на лівому березі річки Темерник, в тій місцевості, де вона впадала в Дон. Темерник та Дон утворювали мис, який був частиною території городища, але все це було знищено в 1878 році в зв'язку зі створенням Владикавказької залізниці і необхідністю засипати старе русло річки Темерник, спрямувавши його на схід. Частина городища, яка залишилась, з часом була забудована. Центр городища розташовувався там, де зараз знаходиться західна околиця вулиці Московській. Площа імені П'ятого донського корпусу була територією Темерницького городища.

## Опис
Дані про площу, яку займало Темерницьке городище, різняться.  В одних джерелах є інформація, що вона становила 66 600 квадратних метрів, згідно інших даних, вона становила 5 десятин. Зі сторони Дону та річки Темерник городище було захищене урвищами, з інших сторін - глибокими ровами. Городище мало форму витягнутого з півночі на південь прямокутника.

## Артефакти
На місці Темерницького городища постійно знаходять артефакти: золоті, срібні та бронзові монети. Дослідники датують їх I-IV століттям нашої ери. Під час проведення робіт, були виявлені монети, створені в епоху правління Босфорського царя Тиверія Юлія Євпатора і Тиверія Юлія Савромата II. На вулиці Донській виявили дошку з мармуру з надписом грецькою мовою. Археологи в 1905 році встановили, що цей запис відноситься до II століття нашої ери.